# Albertina
La Albertina es un museo del centro de Viena, Austria. Alberga una de las más extensas colecciones gráficas del mundo con aproximadamente 65 000 dibujos y cerca de un millón de grabados, tanto antiguos como modernos. Sobresalen sus riquísimos fondos de Alberto Durero, de los cuales una selección se expuso en el Museo del Prado en 2005.
La institución debe su nombre a Alberto de Sajonia-Teschen (1738-1822), quien la fundó con su colección.

## Historia
La Albertina se construyó en una de las últimas secciones que quedaban en pie de las murallas de Viena, el Bastión de Augusto. Originalmente estaba situado en ese lugar el Hofbauamt (Ministerio de Construcción), que había sido construido en la segunda mitad del siglo XVII. En 1745 el edificio fue remodelado por el director del Ministerio, Emanuel Teles Count Silva-Tarouca, para que fuera su palacio. El inmueble fue también conocido como Palais Taroucca. 
El edificio fue ocupado tarde por Alberto de Sajonia-Teschen, que lo utilizó como residencia y posteriormente hizo traer su colección desde Bruselas, donde había ejercido como gobernador de los Países Bajos de los Habsburgo. Desafortunadamente, un tercio de la colección se perdió al naufragar el barco que la transportaba. El edificio fue ampliado con el nuevo propósito museal por Louis Montoyer.
La colección había sido empezada por el duque Alberto y el conde Giacomo Durazzo, el embajador austríaco en Venecia.[cita requerida] En 1776 el conde regaló 30 000 obras de arte al duque Alberto y su mujer María Cristina. Giacomo Durazzo —hermano de Marcello— dijo que «quería crear una colección para la posteridad que sirviese a propósitos más altos que el resto: la educación y el poder de la moral deben distinguir a esta colección».[cita requerida] La colección fue enriquecida por los descendientes de Alberto.
En la década de 1820 el archiduque Carlos de Austria emprendió algunas modificaciones del edificio que afectaron principalmente a la decoración interior.
A principios de 1919, el edificio y la colección pasaron de los Habsburgo a la propiedad de la República de Austria. En 1920, la colección de grabados se unificó con la colección de la antigua biblioteca oficial de la corte (Hofbibliothek). Se le impuso el nombre de Albertina en 1921. En marzo de 1945, la Albertina fue gravemente dañada por los bombardeos y totalmente remodelada en 1998. Está actualmente abierta.

## Colecciones
El grueso de la colección lo conforman obras sobre papel: unos 65 000 dibujos (incluyendo asimismo acuarelas) y cerca de un millón de grabados. También se custodian fotografías y planos de arquitectura.
El repertorio de dibujos incluye un núcleo sin parangón de Durero, con unas 120 piezas (Autorretrato a los 13 años, Gran mata de hierba, Liebre joven, vistas de Innsbruck...), así como ejemplos de Pisanello, Lorenzo Ghiberti, Leonardo da Vinci, Miguel Ángel, Rafael, El Bosco (El hombre árbol), Pieter Brueghel el Viejo, Cranach, Federico Barocci, Hendrick Goltzius, Rubens, Van Dyck, Rembrandt, José de Ribera, Boucher, Fragonard, hasta el impresionismo y movimientos de finales del XIX y buena parte del XX (Renoir, Signac, Cézanne, Klimt, Egon Schiele). 
El fondo de grabados es colosal, uno de los más extensos del mundo; arranca en el siglo XV e incluye ejemplos abundantes de Durero, Martin Schongauer, Lucas van Leyden, Marcantonio Raimondi, Francisco de Goya, hasta Pablo Picasso, pop art y autores vivos.
Debido a las exigencias de conservación de todas las obras sobre papel, que es un material muy sensible a la luz y los cambios de humedad, la Albertina solamente expone este tipo de piezas de manera temporal y basa su exhibición permanente en la Colección Batliner.

### Colección Batliner
Desde 2007, la Albertina alberga en préstamo unas 500 obras (mayormente pinturas) de los siglos XIX y XX, del Impresionismo hasta Alex Katz: la Colección Batliner, reunida desde la década de 1960 por el matrimonio del mismo apellido. Arranca con Claude Monet, Edgar Degas y Paul Cézanne, prosigue con los fovistas Henri Matisse y André Derain, y continúa con Kandinsky, los expresionistas alemanes, la vanguardia rusa y el surrealismo (Max Ernst, René Magritte, Joan Miró).
Mención aparte merece Pablo Picasso, con una decena de pinturas y abundantes dibujos y cerámicas en ejemplares únicos; en total el repertorio picassiano alcanza las cuarenta obras.
El arte más reciente queda representado por Alberto Giacometti, Francis Bacon, Gerhard Richter, Georg Baselitz...

## Almacenes robotizados
Los almacenes de este museo cuentan con sofisticados sistemas de climatización y de seguridad. Las delicadas obras sobre papel se guardan ordenadas en kilómetros de estanterías a las que no acceden los visitantes. Mediante un sistema informático, un brazo o robot localiza y trae la caja que contiene la obra solicitada. Este sistema permite aprovechar al máximo el espacio, al reducir al mínimo los pasillos; pero en junio de 2009, una fuga de agua cubrió el suelo en varios centímetros y colapsó el sistema informático, obligando a un apresurado desalojo de miles de obras que afortunadamente se solventó sin daños.

## Galería de obras

Obras de Durero
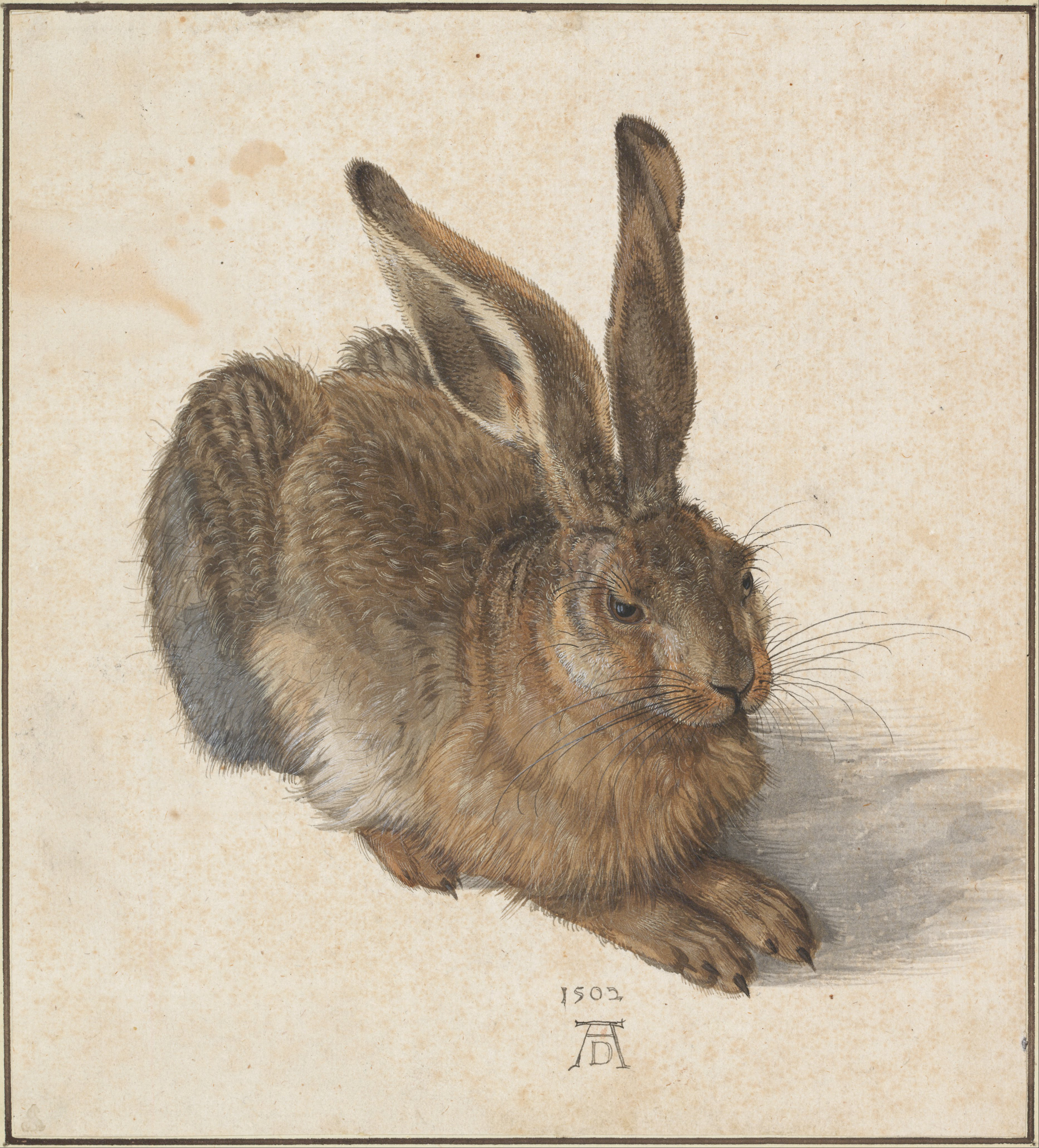
Durero, Liebre (acuarela)
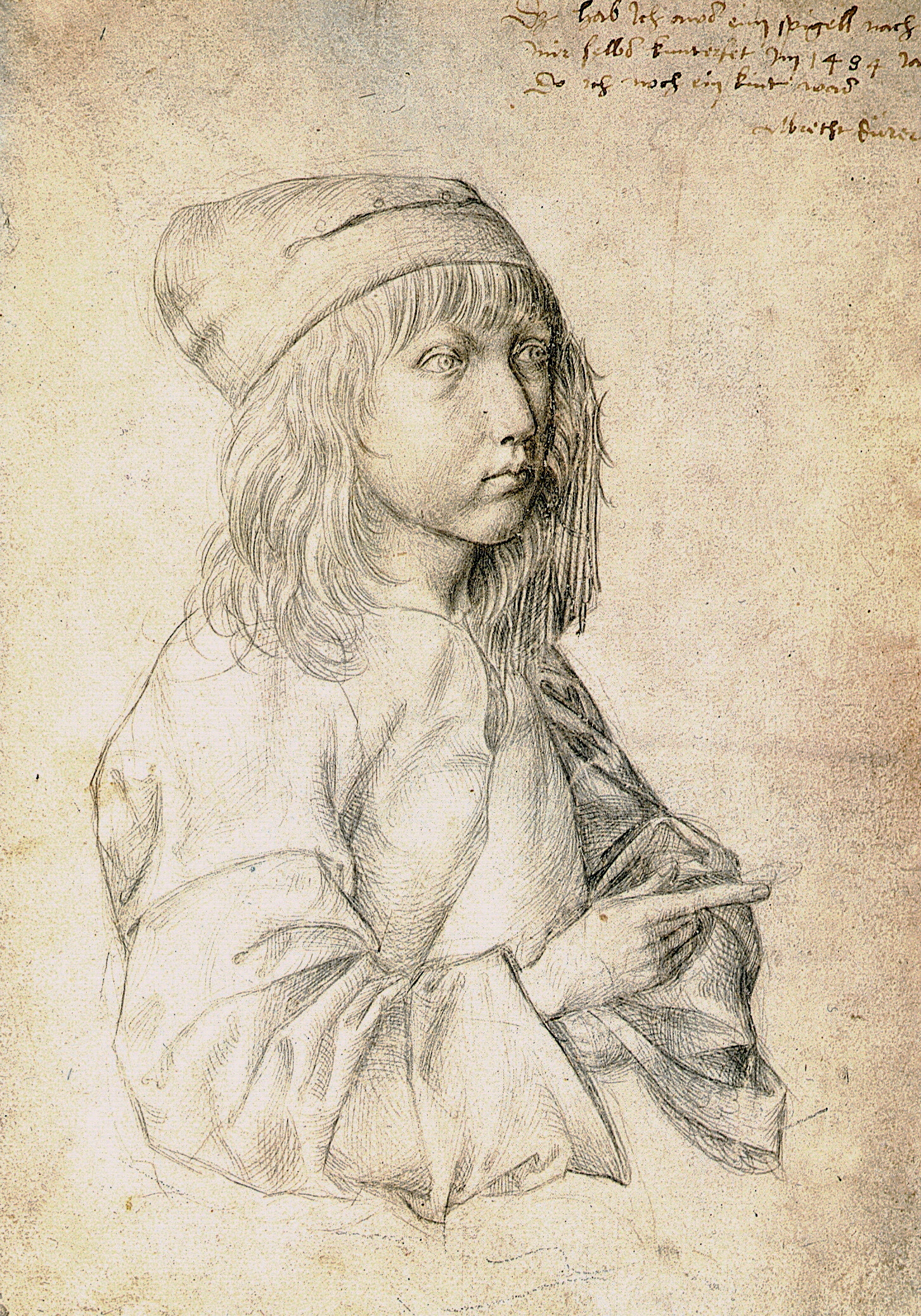
Durero, Autorretrato a los 13 años (dibujo)
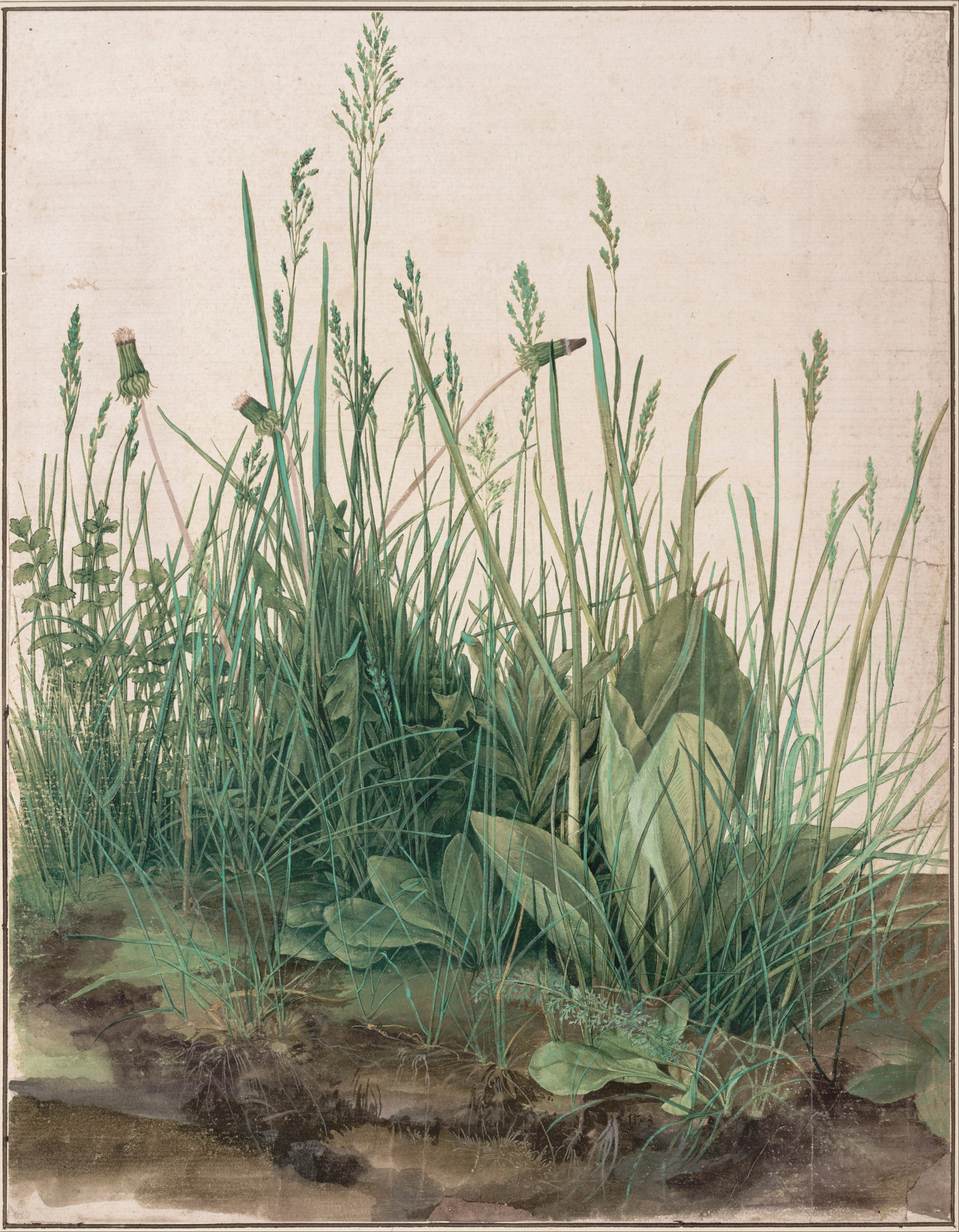
Durero, Gran mata de hierba (acuarela)
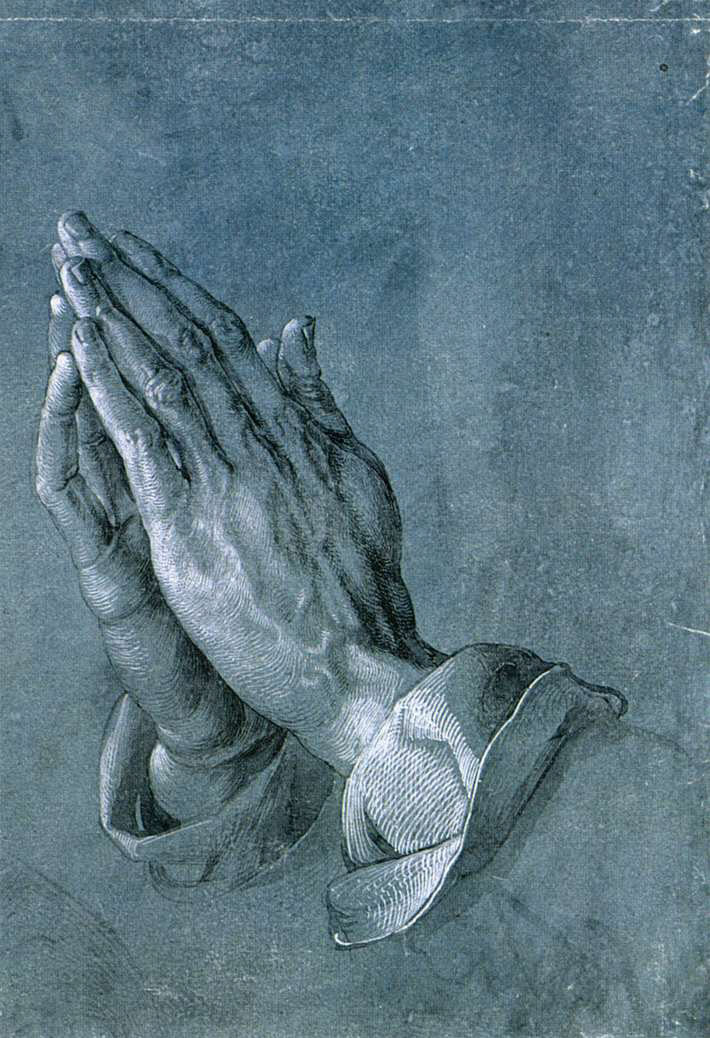
Durero, Manos en oración (dibujo)

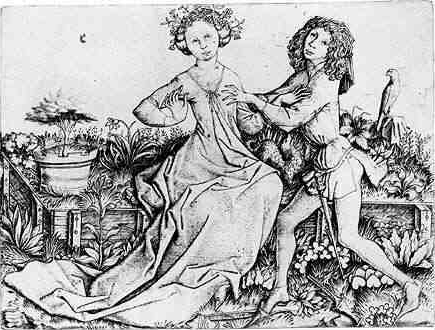
Autor anónimo del siglo XV (Maestro E.S.), Pareja en un jardín
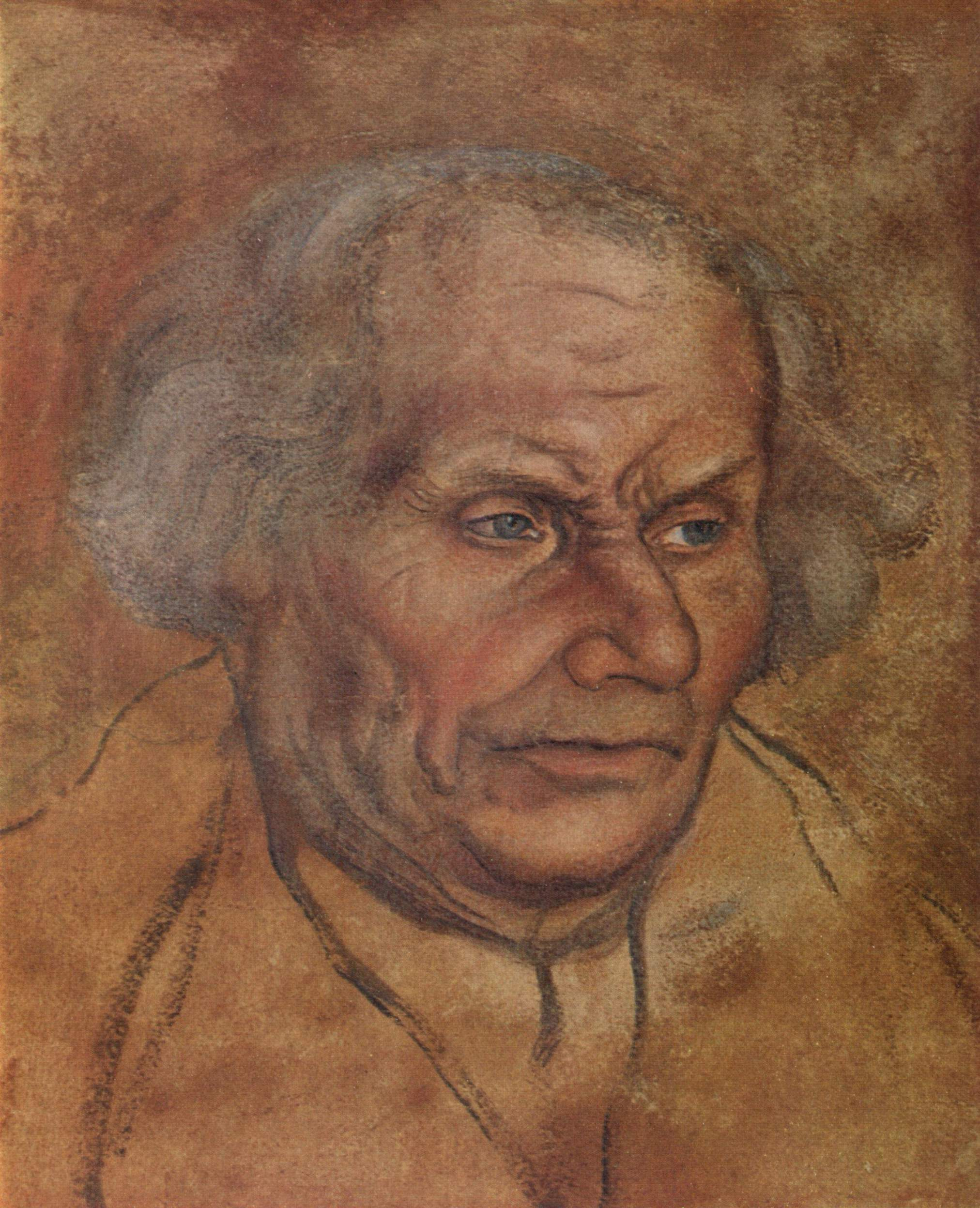
Lucas Cranach el Viejo, Retrato del padre de Martín Lutero (dibujo a colores)
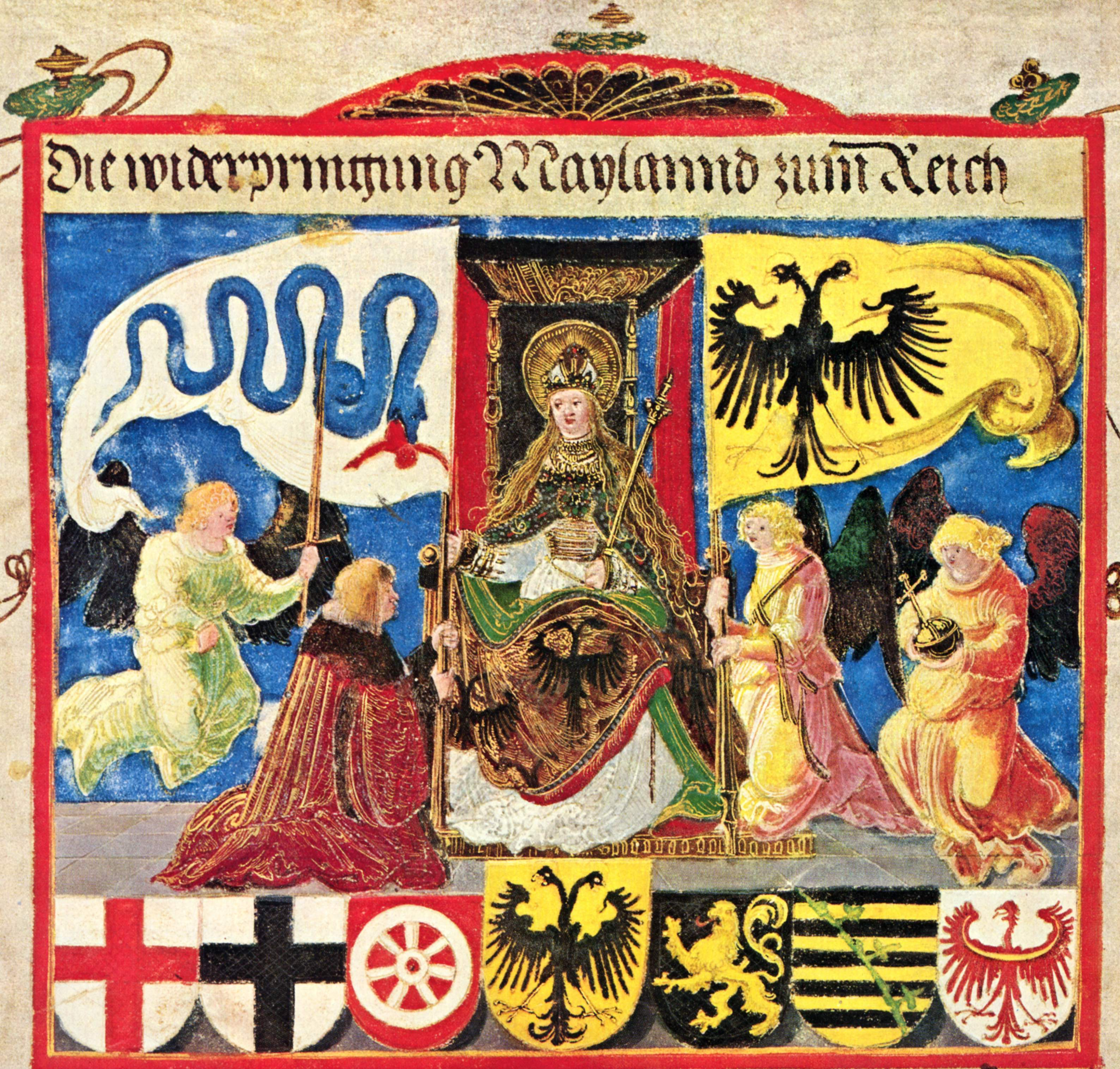
Albrecht Altdorfer, lámina de Los Triunfos de Maximiliano I
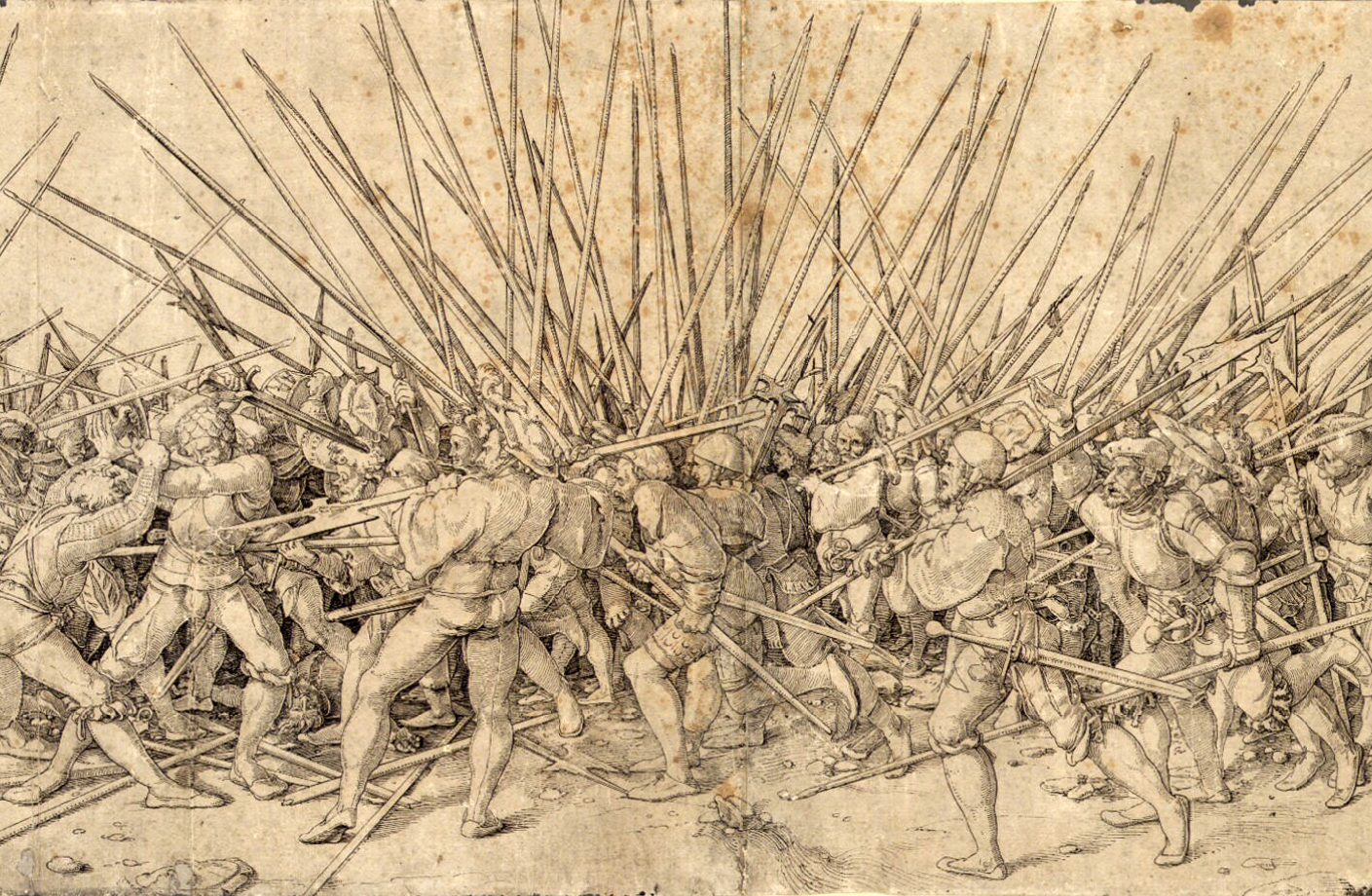
Hans Holbein el Joven, Batalla (grabado)
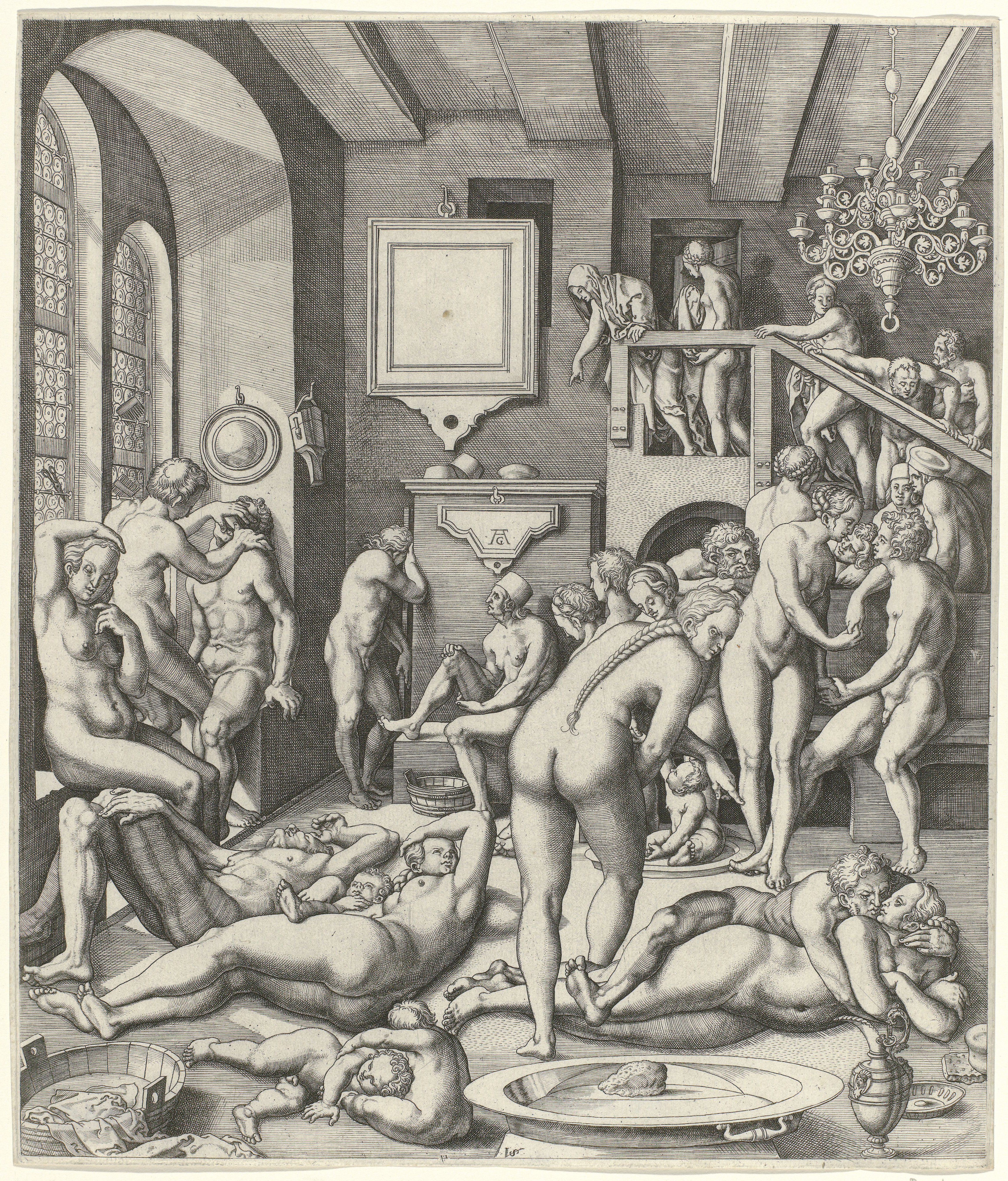
Virgil Solis, Casa de baños (grabado)
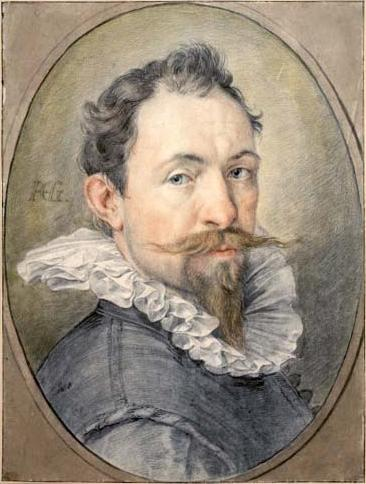
Hendrick Goltzius, Autorretrato (dibujo a colores)
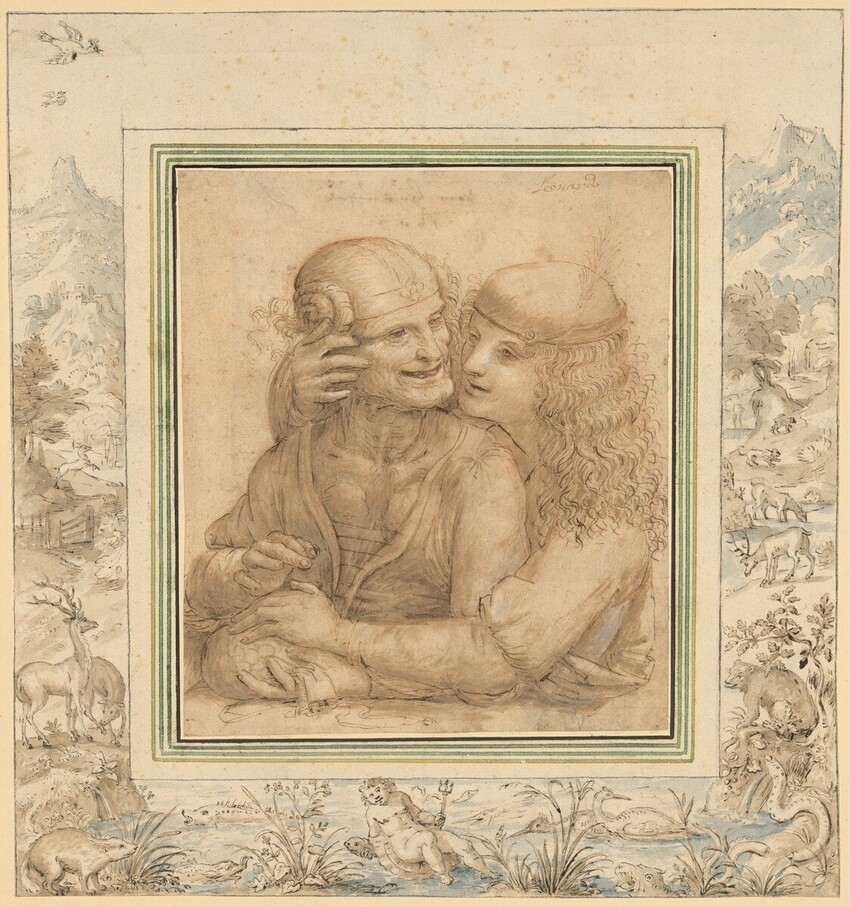
Jacob Hoefnagel, Paisaje con animales (dibujo enmarcando un diseño central, Pareja desigual por interés, realizado por otro autor al estilo de Leonardo da Vinci)
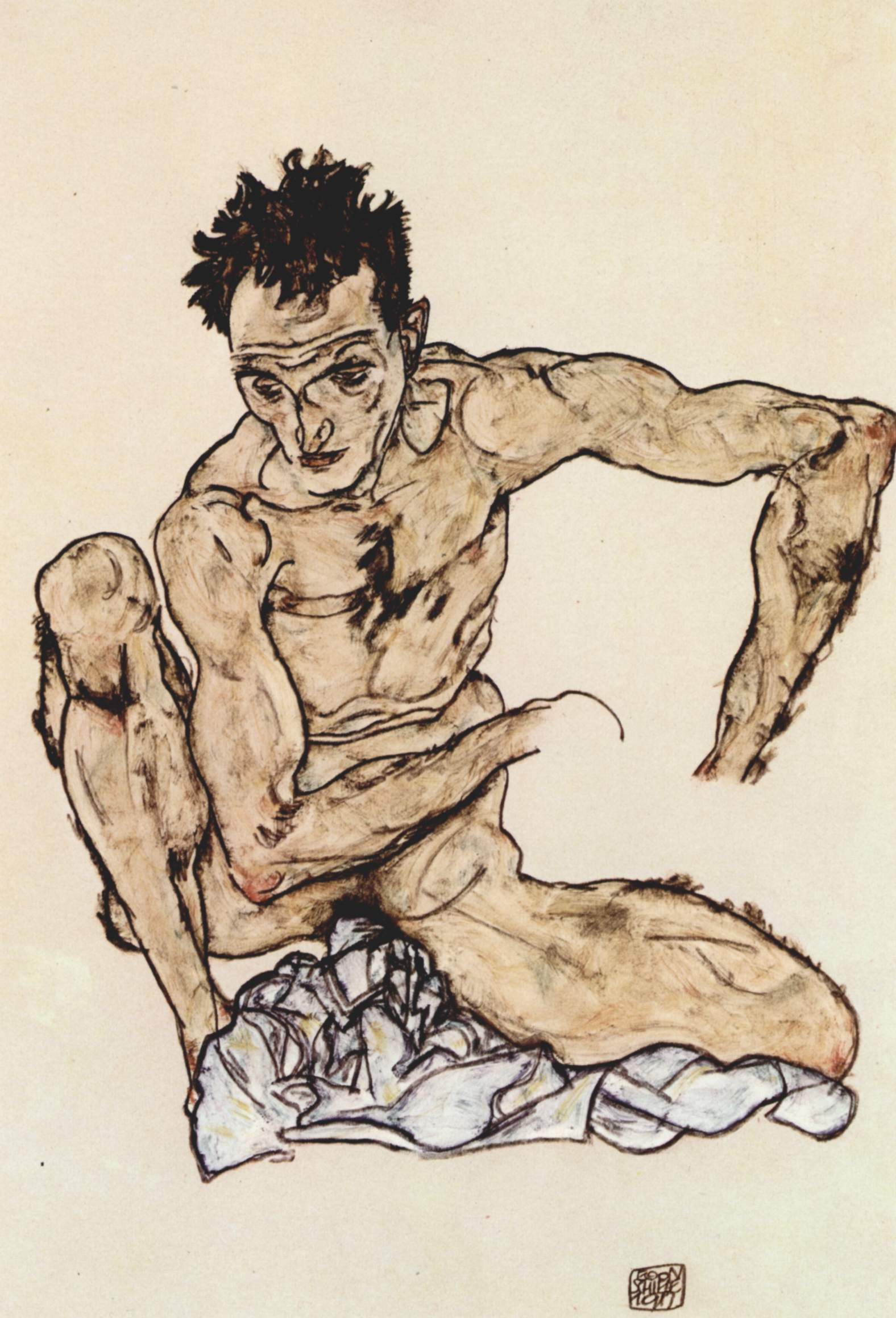
Egon Schiele, Desnudo masculino
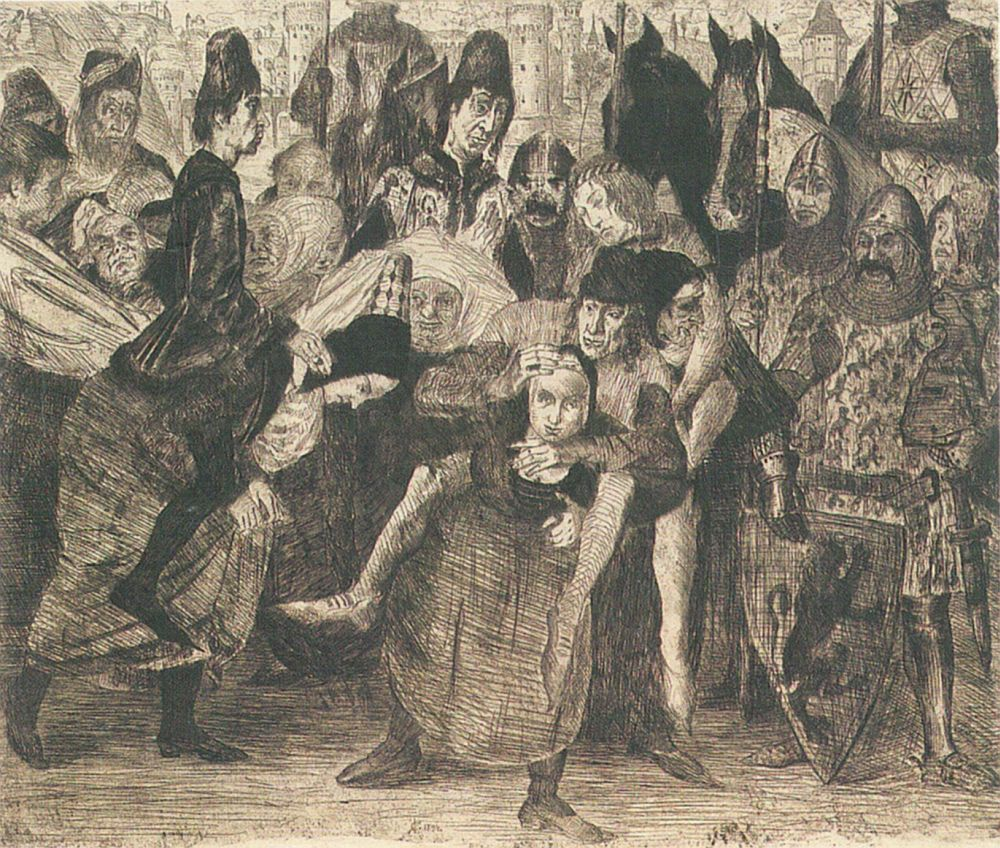
Lovis Corinth, Las mujeres de Weinsberg (grabado al aguafuerte)